# Barton (Warwickshire)
Barton – wieś w Anglii, w hrabstwie Warwickshire. Leży 22 km na południowy zachód od miasta Warwick i 139 km na północny zachód od Londynu.